# Electrophaes albocrenata
Electrophaes albocrenata là một loài bướm đêm trong họ Geometridae.